# Jesper Rangvid
Jesper Rangvid (født 26. maj 1970 i København) er professor på Copenhagen Business School (CBS, Handelshøjskolen) og refereres ofte som finansekspert i medierne.
Hans far var advokat Per Rangvid (død 1982). Han er siden 1997 gift med tyskfødte seniorforsker Beatrice Schindler fra Wuppertal.
Jesper Rangvid blev i 1995 cand.polit. fra Københavns Universitet. Han var derefter på forskningsophold i Bonn og Barcelona. Han har været gæsteprofessor i Reykjavik. Han var lektor på CBS, inden han blev professor på Institut for Finansiering ved CBS.
Han er og har været medlem af flere bestyrelser og var formand for Udvalget om finanskrisens årsager (Rangvid-udvalget) og medforfatter af Rangvid-rapporten (2013).
Han fik Københavns Universitets sølvmedalje i 1997 og Tietgenprisen i 2002.